# Canon de 37 mm modèle 1925
Pour les articles homonymes, voir Canon de 37 mm.
Le canon de 37 mm modèle 1925 est un canon antiaérien de calibre secondaire utilisé par la Marine française durant la Seconde Guerre mondiale.

## Conception et construction
Ces canons sont les principaux canons antiaériens légers de la marine nationale en juin 1940.
Ce canon de 37 mm est un canon de 60 calibres tirant un obus de 0,725 kg à 8 000 mètres avec un plafond de 5 000 mètres, à raison de 20 coups par minute. Ce canon peuvent pointer en site de −15 à 80°. La dotation en munitions est de 500 coups par pièce.
Le canon de 37 mm modèle 1933 est un canon de 50 calibres qui tire des obus de 0,7 kg à une distance maximale de 5 000 mètres (8 000 mètres en théorie), à raison de 15 à 21 coups par minute. L’affût double permet à ce canon de pointer en site de −15 à 80° et en azimut sur 360°.
Ces canons sont dépassés en juin 1940 et plusieurs programmes de remplacement sont alors en cours de développement, notamment une pièce double de 37 mm sous pseudo tourelle à commande hydraulique qui à cause de l'occupation allemande ne sera pas mise en service.
Les classes de navires ayant embarqué les modèles 1925 et 1933 sont :
- Classe Aigle
- Classe Bougainville
- Classe Bourrasque
- Classe Chacal
- Classe Dunkerque
- Classe Duquesne
- Classe Guépard
- Classe L'Adroit
- Classe Le Fantasque
- Classe Le Fier (annulée)
- Classe La Melpomène[2]
- Classe Mogador
- Classe Richelieu
- Classe Suffren
- Classe Vauquelin

## Comparaison des canons anti-aériens
| Pays             | Canon                                             | Cadence de tir | Masse de l'obus | Masse du canon     |
| ---------------- | ------------------------------------------------- | -------------- | --------------- | ------------------ |
| France           | 37 mm modèle 1925                                 | 15-21          | 0,72 kg         | 10,8 kg - 15,12 kg |
| Troisième Reich  | 3.7 cm SK C/30                                    | 30             | 0,74 kg         | 22,2 kg            |
| Italie           | Cannone-Mitragliera da 37/54 (Breda) (en)         | 60-120         | 0,82 kg         | 49,2 kg - 98,4 kg  |
| États-Unis       | 37 mm gun M1 (en)                                 | 120            | 0,87 kg         | 104,4 kg           |
| Troisième Reich  | 3.7 cm Flak 18/36/37/43                           | 150            | 0,64 kg         | 96 kg              |
| Union soviétique | 37 mm automatic air defense gun M1939 (61-K) (en) | 80             | 0,73 kg         | 58,4 kg            |
| Royaume-Uni      | 2 livres QF                                       | 115            | 0,91 kg         | 104,6 kg           |
| Suède            | Bofors 40 mm                                      | 120            | 0,90 kg         | 108 kg             |

## Carrière
Au cours de la Seconde Guerre mondiale, les navires ayant continué la guerre aux côtés des Alliés seront modernisés aux États-Unis ou en Afrique du Nord et ont été équipés de canons Bofors de 40 mm et Oerlikon de 20 mm. Les navires de la marine française de Vichy continuèrent à utiliser le canon de 37 mm modèle 1925 ou 1933 pendant les combats et pour la plupart d'entre eux  lors du sabordage de Toulon en novembre en 1942. Les Allemands et les Italiens récupérant les navires remplacèrent également cette arme par leurs équivalents allemandes ou italiennes.